# Oyrarbakki
Oyrarbakki (dansk Ørebakke) er en færøsk bygd på Eysturoys vestkyst, som ligger syd for den 220 meter lange bro Brúgvin um Streymin over det 40 km lange sund Sundini til Færøernes hovedø Streymoy. 
Efter at Streymin-broen blev bygget i 1973, og Norðskáli-tunnelen bygget i 1976, er Oyrarbakki og Norðskáli blevet til et trafikalt knudepunkt og der er der bygget mange nye huse, og bygden er siden 2005 blevet hjemsted og midtpunkt for Sunda Kommune.
I nærheden af bygden er der et 130.000 m² stort rekreativt område, som bl.a. omfatter en plantage med 70.000 træer. 

## Skolen
I 1973 blev 7 kommuner enige om at samle alle deres elever  folkeskolen Skúlin við Streymin i Oyrarbakki,  som  har omkring 130 elever. Skolen har to bygninger. Den øverste bygning, den tidligere Felagsskúlin, bygget i 1974 og udvidet i 1980. I de senere år er der foretaget omfattende udvidelser af skolen. I den nederste bygning, den tidligere Norðskáli/Oyrar skole fra 1969, går elever i 10. klasse. Musikskolen Norðljómur har også et rum der.
Der er gymnastiksal, svømmehal, idrætshal og et bibliotek.

## Historie
Bygden er en Niðursetubygd. Den første bosætning i Oyrarbakki var i 1924, og er den yngste bosætning i kommunen. Helt frem til midten af det 20. århundrede var der kun få landbrug og enkelte fiskere. 

## Galleri
- Oyrarbakki
- Havn
- Oyrarbakki